# Apple Park

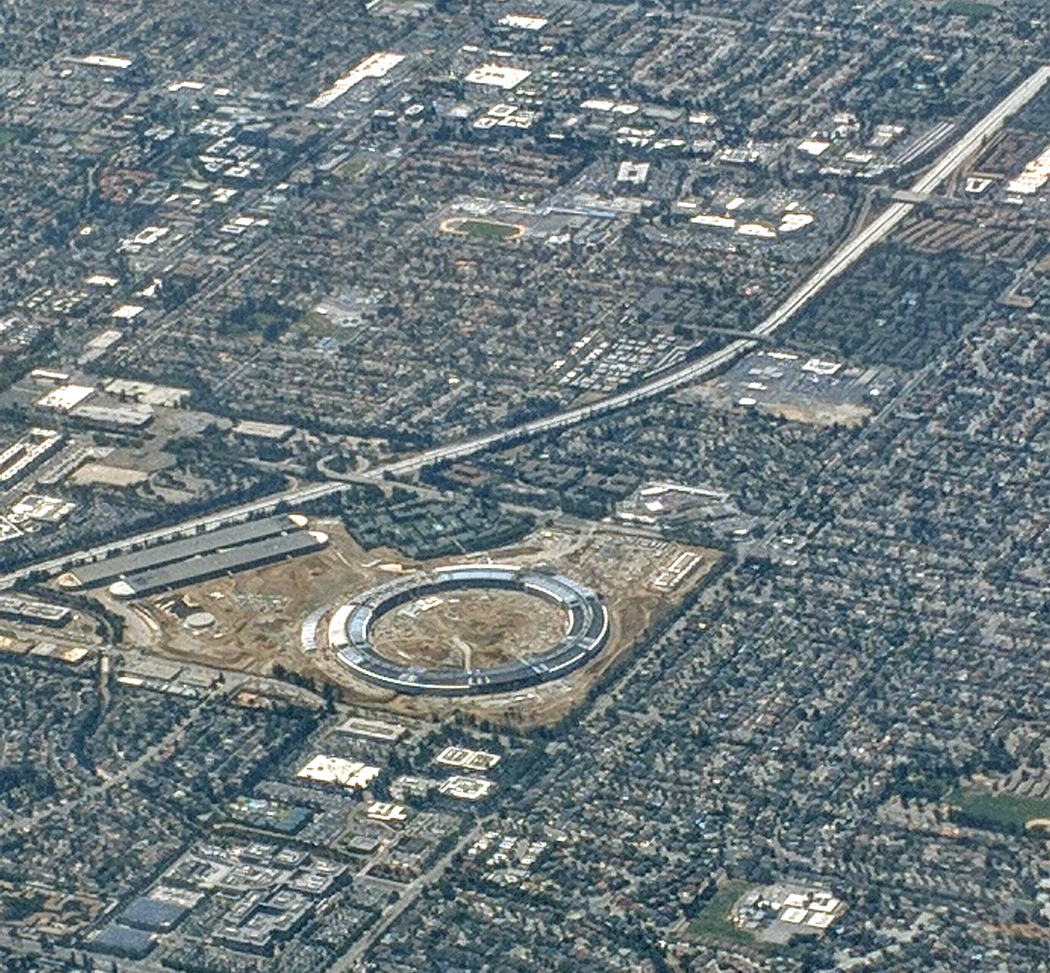
2016年8月 建設中のApple Parkを上空より撮影

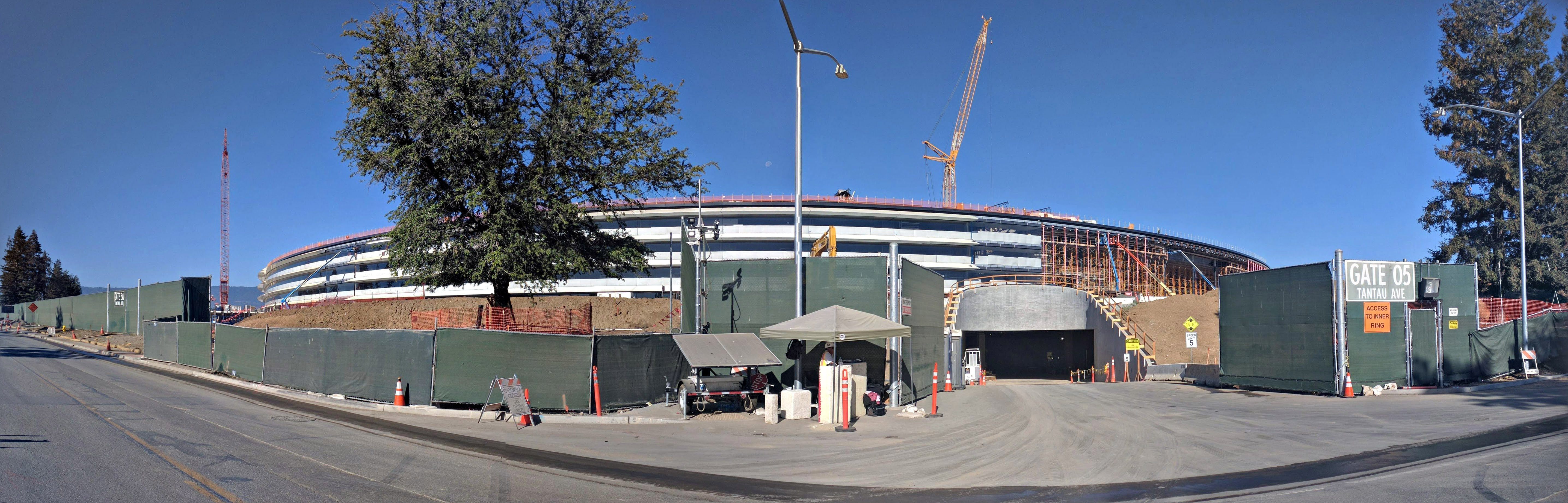
2016年7月 建設中のApple Park

Apple Park（アップル・パーク）は、カリフォルニア州クパチーノ市アップル・パーク通り1番地にあるAppleの新本社ビルを中心とする施設である。2017年4月より6ヶ月間かけてApple Campusから本社機能の移転が行われた。建設中の2017年4月に従業員に公開された。
全体の総面積は0.7km2。本社のオフィスビルは床面積26万m2のドーナツ型の4階建てガラス張りの建物で、1万2,000人の従業員が働いている。
ノーマン・フォスターは、その円形のデザインを手掛け極端なスケール構造はメディアから「宇宙船」というのニックネームを付けた。郊外地中央に175エーカー（71ヘクタール）、一棟で約280万平方フィート（260,000平方メートル）4階建ての円形建物に12,000人以上の従業員を収容。スティーブ・ジョブズは全体をオフィスパークではなく自然保護区のように見せたいと考えていたこともあり、干ばつに強い木やクパチーノ地域固有の植物が植えられた緑地の空間で、本館の中央の中庭には人工池を設けた。
Apple Park内には、オフィスのほかに、本社移転を主導したジョブズの名前に因んでSteve Jobs Theaterと名付けられた1,000名収容の地下劇場がある。また他の施設には、1万1,000台収容の駐車場、フィットネスセンター、研究施設、ビジターセンター、一般開放される3階建て3,000席のカフェなどがある。電力はすべて太陽光発電など、再生可能エネルギーを使用する。

## 施設

### Apple Parkビジターセンター
Apple Park内にあるApple Store、カフェ、ARでApple Parkを体験できるコーナーなどからなっている。このApple  Storeは通常のAppleストアとは異なり、Apple製品だけのみを販売しており、限定のTシャツやトートバッグ、文房具などのグッズも販売している。

### Steve Jobs Theater
Appleの製品発表イベントで利用される、Apple Park内の最も高いところに建てられた劇場である。総建築費用は約200億円で、1000人を収容できる建築物となっている。

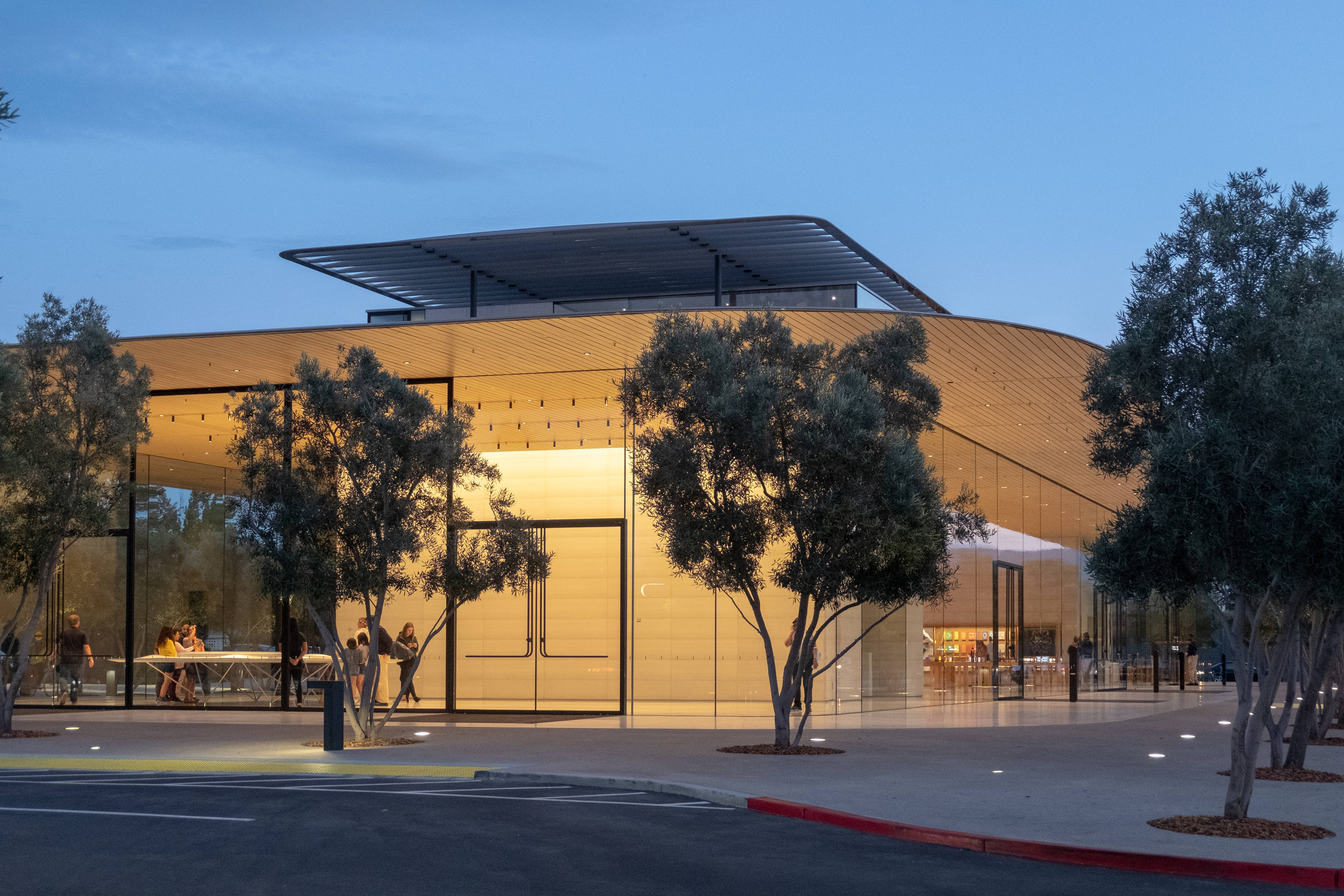
10600 NタンタウアベニュークパチーノのApple Parkビジターセンター。 Apple Parkモデルを探索するために拡張現実 iPadを使用している訪問者。

## 構内

### ランドスケープ

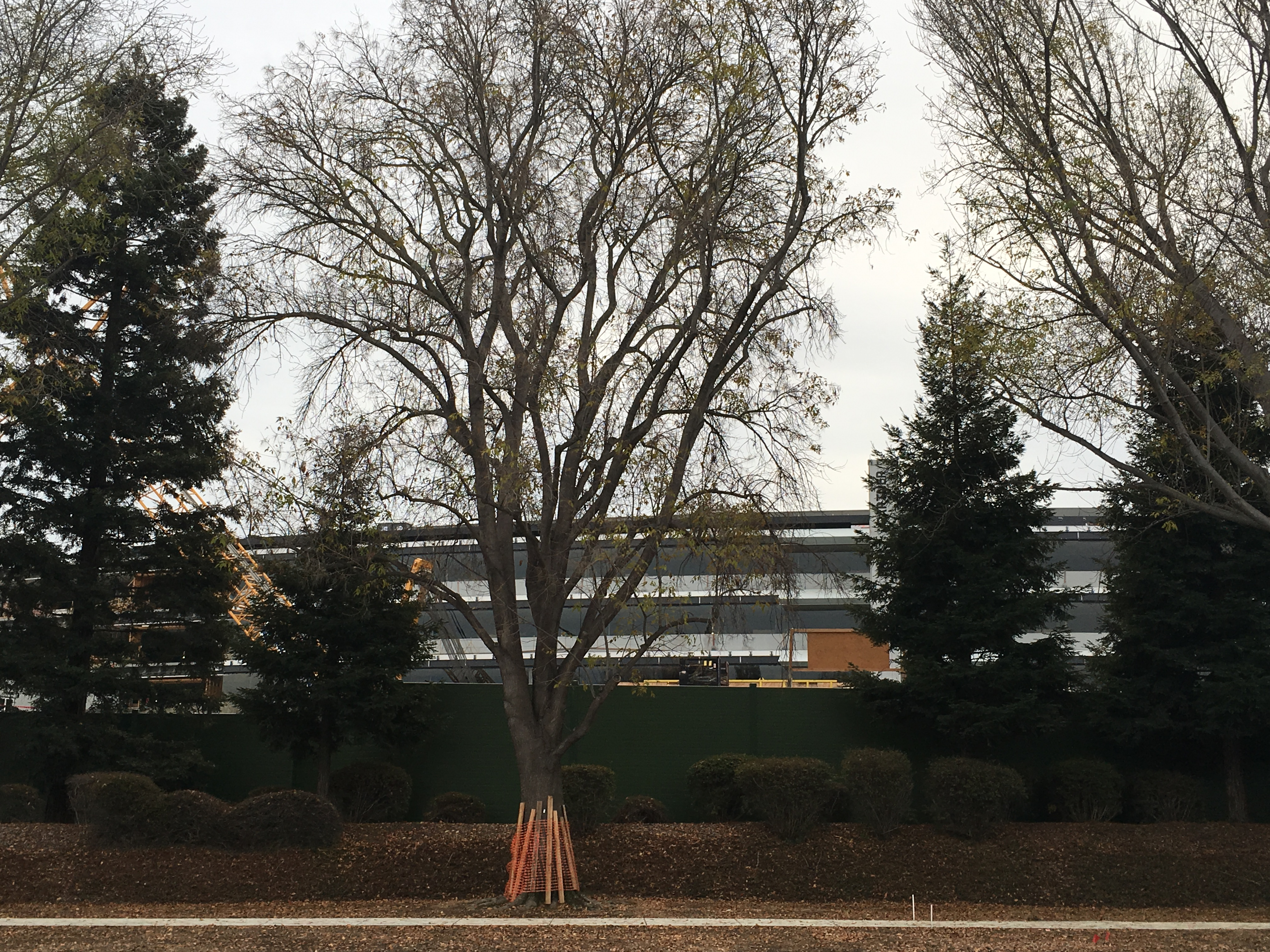
2016年1月 建設中のApple Park

キャンパスの80％は緑地で構成されており、主要な建物の中央にある広々とした中庭には、アプリコット(アンズ)、オリーブ、リンゴの果樹園、カフェ近くにはハーブガーデンが作られている。キャンパスの景観のために選択された植物は干ばつ耐性があるものでリサイクルされた水を敷地内の散水に活用している[ 引用が必要 ]。
2011年、Appleはアーボリストのデイブ・マフリーを雇って、周辺のカリフォルニアの自然環境を育てた。Appleのヘッドハンターは、ジョブズがスタンフォードディッシュの近くのオークの木について特質を認識して世話ができるアーボリストを探した結果、2010年にマフリーに出会う。
敷地内には、309種の在来種の9,000本の木があり、植えられた木はオークサバンナ、オークの木、果樹類ではアプリコット、リンゴ、プラム、チェリー、カキなどが植えられており、追加の15エーカー（6ヘクタール）には、カリフォルニアの原産樹が植えられている。代表的なリンゴの品種には、ゴールデンデリシャス、グラニースミス、グラベンスタイン、ピンクレディがみられるが、マッキントッシュはあまり見られない。
マフリーが本格的に作業を開始した後には4,000本の既存の木のうち実際に使用可能であるのが100本未満であることに気付くが、これは9,000本の計画樹木のほぼすべてをゼロから調達しなければならなかったことを意味した。チームは放置されたクリスマスツリーファーム活用を思い立ち、実際にはモハーベ砂漠のヤーモで1つ購入している。

### 歴史的価値の認められた納屋

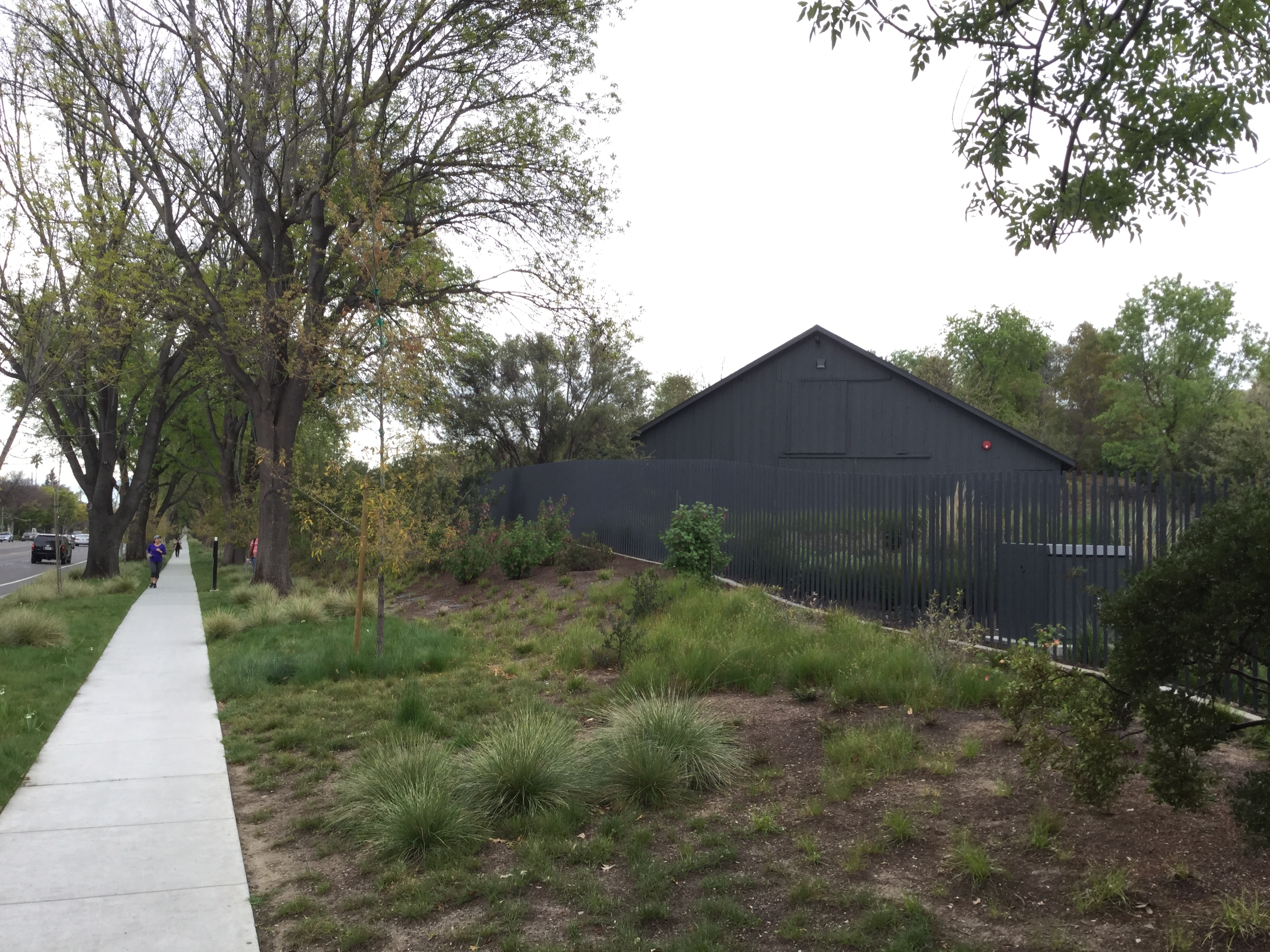
Apple Parkの横の歩道から見たグレンデニングバーン

Appleがキャンパス用に購入した土地には、1916年にジョン・レナードがレッドウッドの板を使用して建てた古い納屋があった。レナードはグレンデニング家と結婚し、スコットランドから米国に移住し、1850年代にこの地域に定住。この物件を購入した後で納屋の運命について、Appleとクパチーノ歴史協会、クパチーノ市の間で議論がなされてきており、納屋に対する市の関心は、2004年の史跡としての宣言に端を発している。
最終的に、Appleは納屋施設に保管することに同意、実際「メンテナンスツールやその他の造園資材の保管」に活用している。納屋はキャンパスの建設中に解体され、元の場所とは異なる場所で再組み立てがなされた。

### 中庭
中庭は30エーカー（12ヘクタール）で、人工池のそばに果樹が繁茂する。[ 引用が必要 ]

## 批判
2018年に2人の労働者が負傷し、病院での治療が必要であることが明らかになった際に、Appleの新たな本社は注目を集めた。
Appleは、新しい本社の贅沢さ、およびその設計と構造に対する完璧主義的なアプローチに対する批判をいくつも受けてきた。 建築材料である特殊木材の使用は、30ページのガイドラインの主題であると報告された。ドアハンドルの設計は、Appleの経営陣が承認する前にいくつかの修正を含む1年半の議論の対象であると報告された。 Appleはカスタムサイネージを求めており、サンタクララ郡消防局と対立し、緊急時に安全性を損なう恐れがあったため、数回の交渉が必要となった。

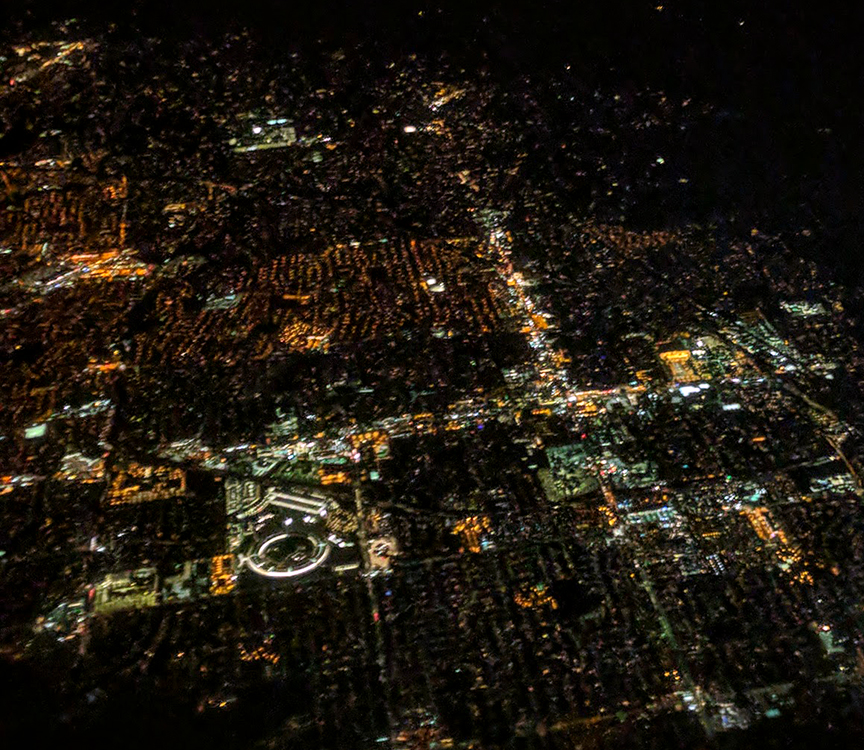
2017年12月に本社として稼働開始したApple Parkとクパチーノの空中夜景